# فیلیپشتال (ورا)
فیلیپشتال (به آلمانی: Philippsthal) یک منطقهٔ مسکونی در آلمان است که در هرسفلد-رتنبورگ واقع شده‌است. فیلیپشتال ۴٬۴۵۰ نفر جمعیت دارد.

## خواهرخوانده
شهرهای فاشا، آلمان و Salies-du-Salat خواهرخوانده‌های فیلیپشتال (ورا) هستند.